# Blarmachfoldach

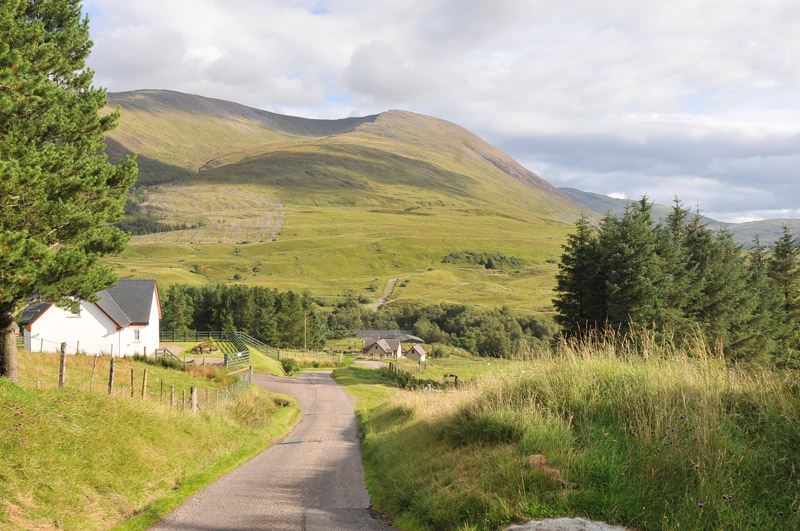
Straße durch Blarmachfoldach

Blarmachfoldach ist eine kleine Ortschaft, die südwestlich von Inverness in der Region Highland im Norden von Schottland liegt. Im Rahmen der historischen Gliederung Schottlands in Civil Parishes zählt es zu Kilmallie, das zu Inverness-shire gehörte.
Blarmachfoldach liegt oberhalb des östlichen, rechten Ufers des River Kiachnish in einer ländlich geprägten Umgebung. Es umfasst nur wenige Häuser, die sich entlang einer von Fort William in südlicher Richtung nach Kinlochleven führenden Nebenstraße verteilen.